# تلروو کویویستو
تلروو کویویستو (انگلیسی: Tellervo Koivisto؛ زادهٔ ۲ ژانویهٔ ۱۹۲۹) سیاست‌مدار اهل فنلاند است. وی بیوه مائونو کویویستو رئیس‌جمهور سابق فنلاند است.